# Диявол і десять заповідей (фільм)
«Диявол і десять заповідей» фр. Le diable et les dix commandements) — французька кінокомедія 1962 року режисера Жульєна Дювів'є, що складається з семи кіноновел.

## Сюжет
Новели кіноальманаху, кожну з яких голосом актора Клода Ріша коментує змія, розповідають про гріхи пов'язані з порушенням  десятьох біблійних заповідей.

### 1-а кіноновела: «Не взивай намарне імені Господа Бога твого»
Автор сценарію: Жульєн Дювів'є
- Мішель Симон — Жером Шамбар
- Люсьєн Бару — месьє Гектор Труселье
- Клод Нольє — настоятелька монастиря

Простакуватий Жером Шамбар (Мішель Симон) виконує в жіночому монастирі дрібні роботи, які вимагають чоловічої сили. Коли у нього щось не виходить так як треба, він вигукує імена то Бога, то Диявола, чим викликає обурення монахинь та настоятельки (Клод Нольє). Оскільки монастир має відвідати знаменитий єпископ (Люсьєн Бару), то щоб уникнути можливих небажаних ситуацій, настоятелька хоче вигнати Шамбара з монастиря і тільки милосердя не дає їй зійснити цей крок.

### 2-а кіноновела: «Не чини перелюбу»
Автори сценарію: Жульєн Дювів'є та Моріс Бессі
- Мішлін Прель — Мішлін Алан
- Франсуаза Арнуль — Франсуаза Бофор
- Мел Феррер — Філіп Алан
- Клод Дофен — Жорж Бофор, драматург

Франсуаза Бофор (Франсуаза Арнуль), дружина драматурга (Клод Дофен), яка, завдячуючи його популярності, а не грошам, має можливість бувати на балах у багатих людей міста. Вона симпатична і не бідна, але не має можливості придбати собі діамантові прикраси, якими хизуються і затьмарюють її навіть старші пані з цього товариства. Тому, коли багатий і непостійний Філіп Алан (Мел Феррер) намагається спокусити її намистом з брильянтами, вона не може встояти.

### 3-я кіноновела: «Не вбивай»
За романом: Дейва Александра
- Шарль Азнавур — Дені Має, брат Катерини
- Ліно Вентура — Гаріньї, сутенер
- Моріс Біро — Луї, інспектор поліції
- Моріс Тейнак — настоятель монастиря

Сестра семінариста Дені Має (Шарль Азнавур) вчинила самогубство через сутенера Гаріньї (Ліно Вентура), який заставив її «працювати» на нього. Підозрюючи, що злочинець може відбутися лише кількома місяцями ув'язнення в тюрмі, Дені вирішує відмовитися від даної Богові обітниці і хоче сам помститися за свою сестру.

### 4-а кіноновела: «Нехай не буде в Тебе інших богів, окрім мене»
Автор сценарію: Жульєн Дювів'є
- Фернандель — божевільний, який вважає, що він Бог
- Жермен Кержан — бабуся
- Гастон Модо — дід

До ферми, де живуть маленька дівчинка з старою жінкою, що безнадійно хвора, та дідусем-паралітиком у інвалідному візку, приходить сам «Бог» у чорному капелюсі. І творяться чудеса, «зцілюється» старий симулянт, який довгий час вдавав паралітика, легко відходить в інший світ стара сварлива жінка. Благословивши їх на прощання прибулий радісно йде по гірській дорозі.

### 5-а кіноновела: «Шануй батька твого й матір твою»
Автор сценарію: Моріс Бессі
- Ален Делон — П'єр Месаже
- Даніель Дар'є — Клариса Ардан
- Мадлен Робінсон — Жермен Месаже
- Жорж Вільсон — Марсель Мессаже

Студент П'єр (Ален Делон) є сином власників невеличкого готелю на узбережжі Нормандії, Марселя Месаже (Жорж Вільсон) та його дружини — Жермен (Мадлен Робінсон). Через сварливий характер матері П'єр признається батькові, що має намір якнайшвидше виїхати з дому. І тоді Марсель розповідає синові, що його біологічною матір'ю є відома паризька акторка — Клариса Ардан (Даніель Дар'є). І тоді П'єр їде до Парижу, щоб відшукати свою справжню матір.

### 6-а кіноновела: «Не кради»
За новелою: Річарда Левінсона
- Жан-Клод Бріалі — Дідьє Марен, співробітник банку
- Луї де Фюнес — Антуан Ваян, шахрай
- Арманда Навар — Жанін Мійо, наречена Дідьє Марена
- Жан Карме — бездомний

Касира Дідьє Марена (Жан-Клод Бріалі) щойно звільнили з роботи, тому коли до його віконця приходить грабіжник Антуан Ваян (Луї де Фюнес) з пістолетом і старою валізкою, він з радістю віддає йому всю готівку та навіть дрібні монети, що були в його касі. Проте грабіжник не знає, що Дідьє Марен має свій план як пограбувати його.

### 7-а кіноновела: «Пам'ятай день святий святкувати»
Автор сценарію: Жульєн Дювів'є
- Мішель Симон — Жером Шамбар
- Люсьєн Бару — месьє Гектор Трусельє
- Мадлен Клєрван — Дельфіна

Під час недільного обіду герої першої новели — єпископ (Люсьєн Бару) та його шкільний товариш Жером (Мішель Симон) — намагаються процитувати текст «Десяти заповідей Божих».

## Відмінності між французькою та італійською версіями фільму
- В італійській версії нема кіноновели № 7, яка є у французькій версії фільму.
- У французькій версії фільму кожна кіноновела має власний заголовок, яких нема у італійській версії.
- Порядок кіноновел у італійській версії змінений. У порівнянні з французькою версією він такий: 1-4-5-3-2-6- (7).